# Технически университет – Берлин
Техническият университет в Берлин (до 1946: Техническо висше училище Берлин) е един от четирите университета в Берлин.

## Факултети
- I Хуманитарни науки
- II Математика и природни науки
- III Научни процеси
- IV Електротехника и Информатика
- V Транспортни и машинни системи
- VI Планиране, строителство и околна среда
- VII Икономика и управление

## Учени и известни личности
- Алберт Шпеер (1905 – 1981), Архитект, Министър на въоръжаването по време на Третия Райх
- Конрад Цузе (1910 – 1995), Строителен инженер и компютърен-пионер

## Галерия
- Южната част на сградата

1. ↑  eua.eu //   Посетен на 16 юли 2019 г.
2. ↑  Our Members / Tier 3 //   Посетен на ноември 2021 г.
3. ↑  web.archive.org //   Посетен на 20 октомври 2023 г.